# Комбайн (сільське господарство)

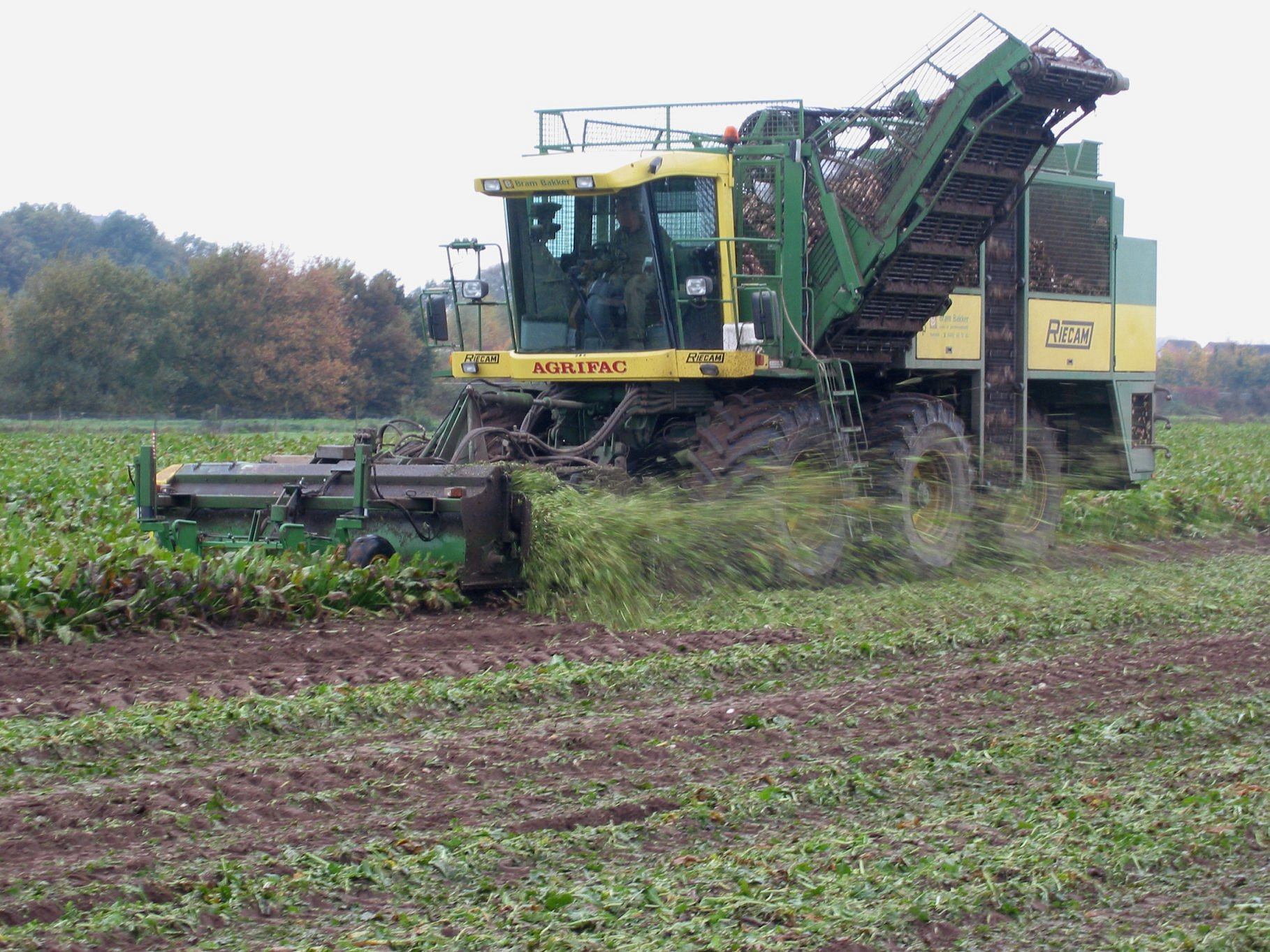
Збирання цукрового буряку за допомогою комбайна

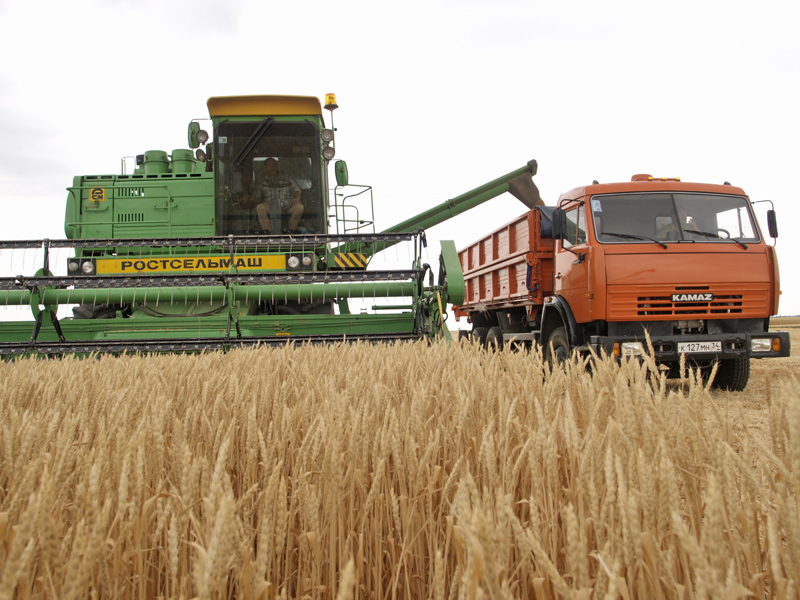
Зернозбиральний комбайн

Комба́йн (від англ. combine harvester) — багатофункціональна сільськогосподарська машина; використовують при збиранні зернових (зернозбиральний комбайн), картоплі (картоплезбиральний комбайн), буряків (бурякозбиральний комбайн), капусти (капустозбиральний комбайн) та інші.
Українське «комбайн» є скороченням від англ. combine harvester («комбінований збирач врожаю»), утвореного від to combine («комбінувати», «поєднувати») і to harvest («збирати врожай»). «Комбінованими» ці машини стали звати тому, що при збиранні зернових у них здійснюються одночасно операції зі зрізання колосся, обмолоту й провіювання.